# Alteriteit
Alteriteit (Latijn: alter, ander) is het onherleidbare aspect van de persoon. Het concept werd voor het eerst uitvoerig besproken in de fenomenologie van Emmanuel Levinas, in zijn publicatie Altérité et transcendance. Vervolgens heeft het ingang gevonden in het werk van vele verschillende filosofen zoals Jacques Derrida. Vaak wordt het begrip gecontrasteerd met het concept van identiteit dat slaat op het ik in zoverre het zichzelf verstaat.
Alteriteit verwijst bij deze filosofen naar het gegeven dat er steeds iets buiten het begrip van het bewustzijn valt, namelijk het radicaal andere perspectief van de ander. Men kan de ander slechts begrijpen in zoverre men hem reduceert tot eigen begrippen, waardoor men het perspectief van de ander nooit kan begrijpen als perspectief van de ander. Dit is alteriteit.
Het verschijnsel alteriteit komt onder andere veel voor in de postmoderne literatuur, waarbij de identiteit van een centraal personage weinig scherp is afgebakend doordat het personage veel scenario's opvoert en op andere figuren gaat lijken. De identiteit van de ik-persoon is daardoor voortdurend aan verandering onderhevig en staat in feite op het punt te verdwijnen. 